# 小行星92685
小行星92685（92685 Cordellorenz）是一颗绕太阳运转的小行星，为主小行星带小行星。该小行星于2000年8月31日发现。
該小行星以美國天文學家弗朗西斯·梅里特·科戴爾（Francis Merritt Cordell）和菲利普·傑克·洛倫茲（Philip Jack Lorenz）命名。

## 轨道参数
小行星92685的轨道半长轴为2.3441000 UA，离心率为0.191。